# Heusden Koers 2010
De 62e editie van de Belgische wielerwedstrijd Heusden Koers werd verreden op 10 augustus 2010. De start en finish vonden plaats in Heusden. De winnaar was Wouter Weylandt, gevolgd door Egidijus Juodvalkis en Pieter Vanspeybrouck.

## Uitslag
| Heusden Koers 2010 |                      |                              |          |
| Plaats             | Naam                 | Ploeg                        | Tijd     |
| Winnaar            | Wouter Weylandt      | Quick Step                   | 3u48'25" |
| 2                  | Egidijus Juodvalkis  | Palmans Cras                 | z.t.     |
| 3                  | Pieter Vanspeybrouck | Topsport Vlaanderen-Mercator | z.t.     |
| 4                  | Frédéric Amorison    | Landbouwkrediet              | z.t.     |
| 5                  | Laurens De Vreese    | Beveren 2000                 | z.t.     |
| 6                  | Maarten Wynants      | Quick Step                   | z.t.     |
| 7                  | Pieter Jacobs        | Topsport Vlaanderen-Mercator | + 34"    |
| 8                  | Gorik Gardeyn        | Vacansoleil                  | + 41"    |
| 9                  | Kevin Van Impe       | Quick Step                   | z.t.     |
| 10                 | Huub Duyn            | Team Netapp                  | z.t.     |

1929 · 1930-1935 · 1936 · 1937 · 1938 · 1939 · 1952 · 1953 · 1954 · 1955 · 1956 · 1957 · 1958 · 1959 · 1960 · 1961 · 1962 · 1963 · 1964 · 1965 · 1966 · 1967 · 1968 · 1969 · 1970 · 1971 · 1972 · 1973 · 1974 · 1975 · 1976 · 1977 · 1978 · 1979 · 1980 · 1981 · 1982 · 1983 · 1984 · 1985 · 1986 · 1987 · 1988 · 1989 · 1990 · 1991 · 1992 · 1993 · 1994 · 1995 · 1996 · 1997 · 1998 · 1999 · 2000 · 2001 · 2002 · 2003 · 2004 · 2005 · 2006 · 2007 · 2008 · 2009 · 2010 · 2011 · 2012 · 2013 · 2014 · 2015 · 2016 · 2017 · 2018 · 2019 · 2020 · 2021 · 2022 · 2023